# تاکاناشی ماسایوری
تاکاناشی ماسایوری ((به ژاپنی: 高梨政頼 Takanashi Masayori); ۱ ژانویهٔ ۱۵۰۸ – ۱ ژانویهٔ ۱۵۸۱) سامورایی و ملازم خاندان اوئه‌سوگی در دوره سنگوکو اهل ژاپن بود.